# La Couarde
 La Couarde  es una población y comuna francesa, en la región de Poitou-Charentes, departamento de Deux-Sèvres, en el distrito de Niort y cantón de La Mothe-Saint-Héray.

## Demografía
| 370 | 370 | 302 | 288 | 295 | 284 |
| Para los censos de 1962 a 1999 la población legal corresponde a la población sin duplicidades (Fuente: INSEE [Consultar]) |     |     |     |     |     |